# El show de los sueños (México)
El show de los sueños fue un programa televisivo mexicano que se transmitió a partir del 31 de agosto de 2008, por la cadena Televisa, fue conducido por Adal Ramones y Patricia Manterola. Se tansmitía los domingos por la noche y consistió en unir los formatos de los programas Bailando por un sueño y Cantando por un sueño, reuniendo equipos para competir en baile y canto formados por una celebridad y dos desconocidos que competían por alcanzar su «sueño». El programa constó de dos temporadas, los tres primeros lugares de cada temporada ganaron su pase al concurso Los reyes del show donde el premio fue un millón de dólares.

## Historia
El show de los sueños fue un programa televisivo de concursos que se transmitió por primera vez en México el 31 de agosto de 2008. Fue creado y producido por Rubén y Santiago Galindo, y la conducción estuvo a cargo de Adal Ramones y Patricia Manterola. El programa se tansmitía los domingos por la noche por XEW-TV Canal 2, que también es conocido como «El Canal de las Estrellas» y es propiedad de la cadena mexicana Televisa.
El programa constó de dos temporadas, en la primera de ellas, llamada «Sangre de mi sangre», competían ocho equipos formados por dos miembros de una familia, los «soñadores», y una celebridad o «famoso». En la segunda temporada, llamada «Amigos del alma», compitieron también ocho equipos, formados esta vez por dos amigos junto a una celebridad. Finalmente, los tres primeros lugares de cada temporada compitieron en un programa llamado Los reyes del show en donde el equipo ganador obtuvo un millón de dólares.

### Formato
El show de los sueños consistió en una competencia en equipos, cada uno de ellos estaba integrado por dos soñadores y un famoso que competían en baile y canto para alcanzar el «sueño» particular de cada equipo. Cada domingo los concursantes demostraban sus dotes en ambas disciplinas y eran calificados por los jueces (tanto de baile, como de canto). Los dos equipos con más baja calificación eran «sentenciados» y el público decidía quien era eliminado votando por teléfono o vía SMS. Los participantes desconocidos fueron elegidos por medio de un casting que se realizó a nivel nacional. Los tres primeros lugares conseguían su pase a otro concurso donde el premio final fue de un millón de dólares.

### Jurado
Críticos oficiales 
| Jurado           | Profesión                      |
| ---------------- | ------------------------------ |
| Fato             | Compositor y cantante.         |
| Amanda Miguel    | Cantante.                      |
| Lupita D'Alessio | Cantante.                      |
| Kiko Campos *    | Compositor y productor.        |
| Bibi Gaytán      | Bailarina profesional.         |
| Emma Pulido      | Maestra de baile y coreógrafa. |
| Felix Greco      | Coreógrafo.                    |

- Durante la primera temporada era juez en galas especiales de canto. A partir de la segunda se integra como crítico oficial en sustitución de Lupita D'Alessio.

Críticos invitados
| Jurado            | Profesión                                                                   |
| ----------------- | --------------------------------------------------------------------------- |
| Roberto Mitzuko   | Bailarín, estuvo de jurado suplente por dos programas.                      |
| Ricardo Montaner  | Cantante y compositor, estuvo de jurado por un programa.                    |
| Fernanda Meade    | Cantante, estuvo de jurado suplente por un programa.                        |
| Denisse de Kalafe | Cantante y compositora; estuvo de jurado especial en gala de canto.         |
| Rocío Banquells   | Cantante; estuvo de jurado especial en gala de canto.                       |
| José José         | Cantante, estuvo de jurado especial en ronda de canciones en homenaje suyo. |

El jurado, que cada semana calificaba el desempeño y montaje de la pareja de competidores en la disciplina de baile estuvo integrado por expertos bailarines y coreógrafos, como Emma Pulido, profesora de danza y coreógrafa; Félix Greco, coreógrafo; y Bibi Gaytán, actriz y bailarina. El jurado que calificaba el desempeño en la disciplina de canto estuvo integrado por conocidos cantantes y compositores como: Fato, Amanda Miguel y Lupita D'Alessio. Antes de terminar la primera temporada, Lupita D'Alessio anunció que abandonaría la emisión por discrepancias con los concursantes.

## El show de los sueños: Sangre de mi sangre
La primera Temporada, El show de los sueños: Sangre de mi sangre, inició el 31 de agosto del 2008, los ocho equipos estaban formados por dos miembros de la misma familia y acompañados por un famoso. La primera emisión del programa contó con la presentación estelar del cantante español David Bisbal. Los ocho famosos participantes fueron: Edith Márquez, Ernesto D'Alessio, Gloria Trevi, Ilse, José Manuel Figueroa, Kalimba, María José y Pee Wee. Los ganadores de la primera temporada fueron Pee Wee y las gemelas Fuentes, consiguiendo hacer realidad su «sueño», pagar el tratamiento para la artritis reumatoide de una tía de las hermanas. Los primeros tres lugares ganaron además su pase al concurso Los reyes del show.

### Participantes, eliminados de cada semana y ganadores
| Famoso               | Nacionalidad              | Soñador                           | Estatus                  |
| -------------------- | ------------------------- | --------------------------------- | ------------------------ |
| Pee Wee*             | Bandera de Estados Unidos | Susana y Adriana Fuentes          | Ganadores                |
| Gloria Trevi*        | Bandera de México         | Mario Alberto y Amadita Arredondo | Segundo lugar            |
| Kalimba*             | Bandera de México         | Nátali y Francisco Javier Olvera  | Tercer lugar             |
| María José           | Bandera de México         | Noé y Thalía Vargas               | Quinto equipo eliminado  |
| José Manuel Figueroa | Bandera de México         | Andrea y Beatriz Franco           | Cuarto equipo eliminado  |
| Edith Márquez        | Bandera de México         | Saúl y Édgar Alvídrez             | Tercer equipo eliminado  |
| Ernesto D'Alessio    | Bandera de México         | Ana Karen y Mayra Anaya           | Segundo equipo eliminado |
| Ilse                 | Bandera de México         | Hugo y Penélope Camacho           | Primer equipo eliminado  |

*Pasan directamente a Reyes del Show

## El show de los sueños: Amigos del alma
La segunda temporada de El show de los sueños, llamada «Amigos del alma» comenzó el domingo 26 de octubre del 2008. Se transmitió igualmente por XEW-TV Canal 2 «El Canal de las Estrellas» y también fue conducida por Adal Ramones y Patricia Manterola. Su inicio tuvo lugar simultáneamente con la «Gran Final» de la primera temporada. En esta ocasión los equipos, que sorpresivamente pasaron a ser nueve en lugar de ocho, estuvieron integrados por una pareja de amigos y una celebridad o «famoso». Los famosos que participaron fueron: Alan Estrada, Iskander, José Manuel Zamacona, Mariana Seoane, Flex (ex Nigga), Ninel Conde, Priscila, Rodrigo Fernández y Sheyla Tadeo. Los ganadores de la segunda temporada fueron Priscila y los Chucitos, que alcanzaron el «sueño» de conseguir el tratamiento para un niño con hidrocefalia y problemas renales. Los tres primeros lugares consiguieron su pase al concurso Los reyes del show.

### Participantes, eliminados de cada semana y ganadores
| Famoso               | Nacionalidad      | Soñadores        | Estatus                  |
| -------------------- | ----------------- | ---------------- | ------------------------ |
| Priscila Paiz*       | Bandera de México | Los chucitos     | Ganadores                |
| Flex (ex Nigga)*     | Bandera de Panamá | Las acereras     | Segundo lugar            |
| Alan Estrada*        | Bandera de México | Los mosqueteros  | Tercer lugar             |
| Sheyla Tadeo         | Bandera de México | Los troyanos     | Sexto equipo eliminado   |
| Ninel Conde          | Bandera de México | Los elegidos     | Quinto equipo eliminado  |
| Mariana Seoane       | Bandera de México | Los cuaresmeños  | Cuarto equipo eliminado  |
| José Manuel Zamacona | Bandera de México | Las pinkis       | Tercer equipo eliminado  |
| Iskander             | Bandera de México | Las peques       | Segundo equipo eliminado |
| Rodrigo Fernández    | Bandera de México | Los cazasonrisas | Primer equipo eliminado  |

*Pasan directamente a Reyes del Show